# Rudolph Schildkraut
Rudolph Schildkraut (n. 27 aprilie 1862, Constantinopol, Imperiul Otoman – d. 15 iulie 1930, Los Angeles, California, SUA) a fost un actor de film și teatru austriac-american originar din Imperiul Otoman, care a crescut în Brăila. Acesta a fost o figură importantă în era mută. Fiul său, Joseph Schildkraut, a fost de asemenea un actor, câștigător de Oscar.